# Essentieel nutriënt
Een essentieel nutriënt of essentiële voedingsstof is een voedingsstof die een organisme niet zelf kan maken en dus een externe voedingsbron voor nodig heeft. Deze externe voedingsbron kan een organisme zijn, een stof die geproduceerd is door een organisme, of een stof die geproduceerd is middels chemische synthese. Wanneer een organisme een voedingsstof wel kan maken, maar tekortschiet in zijn productiecapaciteit om in de behoefte te voorzien, wordt die voedingsstof een semi-essentieel voedingsstof genoemd. Een voorbeeld hiervan is bionine dat in beperkte mate door de darmflora wordt aangemaakt.
Bij de meeste diersoorten zijn het vooral aminozuren, bepaalde meervoudige onverzadigde vetzuren, bepaalde suikers (zoals glyconutriënten) en sommige vitamines die essentieel zijn.

## Lijst van essentiële  nutriënten voor de mens
Essentiële aminozuren
| - fenylalanine - isoleucine - leucine | - lysine - methionine - threonine | - tryptofaan - valine |

Essentiële vitamines (wateroplosbaar)
| - ascorbinezuur - biotine - choline | - foliumzuur - inositol - nicotinezuur | - pantotheenzuur - pyridoxine - riboflavine | - thiamine - vitamine B12 |

Essentiële vitamines (vetoplosbaar)
| - vitamine A - vitamine D | - vitamine E - vitamine K |

Essentiële mineralen
| - calcium - chloor - chroom | - fosfor - jodium - ijzer | - kalium - koper - magnesium | - mangaan - molybdeen - natrium | - seleen |

Essentiële vetzuren
| - linolzuur - alfa-linoleenzuur - eicosapentaeenzuur |

## Andere organismen
Wat voor het ene organisme een essentieel nutriënt is, hoeft dat voor een ander organisme nog niet te zijn. Bekende voorbeelden daarvan zijn:
- Vitamine C is alleen voor de mens, mensapen, vleerhonden (tropen) en cavia's essentieel. Alle andere hogere diersoorten kunnen deze voedingsstof zelf produceren.
- Taurine is essentieel voor katten en prematuur geboren baby's. Na de geboorte ontwikkelt zich bij mensen de productiecapaciteit voor het enzym dat nodig is voor de productie van taurine.